# 랄프 켈레르만
랄프 켈레르만(독일어: Ralf Kellermann, 1968년 9월 24일 ~ )은 독일의 전직 축구 선수 겸 현직 축구 감독이다. 2008년부터 현재까지 VfL 볼프스부르크의 감독을 맡고 있다.
2013년 VfL 볼프스부르크의 트레블(프라우엔-분데스리가, 여자 DFB-포칼, UEFA 여자 챔피언스리그 우승) 달성에 공헌했다. 2014년 FIFA 올해의 여자 축구 감독으로 선정되었다.